# Барага (Мічиган)
Барага (англ. Baraga) — селище (англ. village) в США, в окрузі Багара штату Мічиган. Населення — 1883 особи (2020).

## Географія
Барага розташована за координатами 46°46′31″ пн. ш. 88°30′4″ зх. д. / 46.77528° пн. ш. 88.50111° зх. д. (46.775366, -88.501227).  За даними Бюро перепису населення США в 2010 році селище мало площу 5,64 км², з яких 5,48 км² — суходіл та 0,16 км² — водойми.

## Демографія
Згідно з переписом 2010 року, у селищі мешкали 2053 особи в 527 домогосподарствах у складі 310 родин. Густота населення становила 364 особи/км².  Було 580 помешкань (103/км²).
Расовий склад населення:
| - 44,9 % — білих - 29,4 % — чорних або афроамериканців - 22,0 % — корінних американців - 0,1 % — азіатів |

До двох чи більше рас належало 3,6 %. Частка іспаномовних становила 1,0 % від усіх жителів.
За віковим діапазоном населення розподілялося таким чином: 15,8 % — особи молодші 18 років, 74,2 % — особи у віці 18—64 років, 10,0 % — особи у віці 65 років та старші. Медіана віку мешканця становила 35,7 року. На 100 осіб жіночої статі у селищі припадало 220,8 чоловіків;  на 100 жінок у віці від 18 років та старших — 261,0 чоловіків також старших 18 років.
Середній дохід на одне домашнє господарство  становив 38 531 долар США (медіана — 28 125), а середній дохід на одну сім'ю — 44 843 долари (медіана — 40 938). Медіана доходів становила 38 125 доларів для чоловіків та 31 786 доларів для жінок. За межею бідності перебувало 30,8 % осіб, у тому числі 46,3 % дітей у віці до 18 років та 15,7 % осіб у віці 65 років та старших.
Цивільне працевлаштоване населення становило 269 осіб. Основні галузі зайнятості: освіта, охорона здоров'я та соціальна допомога — 26,8 %, мистецтво, розваги та відпочинок — 16,7 %, публічна адміністрація — 14,1 %, виробництво — 13,0 %.